# توماس إبنر
توماس إبنر (بالألمانية: Thomas Ebner) هو لاعب كرة قدم نمساوي في مركز ظهير ‏، ولد في 22 فبراير 1992 في بادن في النمسا. لعب مع أدميرا فاكر مودلينغ.

## وصلات خارجية
- توماس إبنر على موقع قاعدة بيانات كرة القدم.إي يو (الإنجليزية)
- توماس إبنر على موقع Soccerbase.com (لاعب) (الإنجليزية)
- توماس إبنر على موقع Soccerway.com (الإنجليزية)
- توماس إبنر على موقع عالم كرة القدم.نت (الإنجليزية)